# 1900년 하계 올림픽 크로케 혼합 단구
1900년 하계 올림픽 크로케 혼합 단구는 프랑스 파리에서 개최된 1900년 하계 올림픽 크로케의 세부 종목이다. 2개국에서 9명의 선수가 참가했으며, 6월 28일에 경기가 진행되었다.

## 경기 결과

### 예선
상위 4명의 선수가 준결선에 진출한다.
| 순위 | 선수                | 점수 |
| ---- | ------------------- | ---- |
| 1    | 바이델리슈 (FRA)    | 11   |
| 2    | 요앵 (FRA)          | 13   |
| 3    | 블라셰르 (FRA)      | 17   |
| 4    | 아오무아트 (FRA)    | 18   |
| 5    | 데스프레 (FRA)      | 24   |
| —    | 필뢸 브로이 (FRA)   | DNF  |
| —    | 마르셀 앵트옝 (BEL) | DNF  |
| —    | 마리 오니에 (FRA)   | DNF  |
| —    | 사오테료 (FRA)      | DNF  |

### 준결선
상위 2명의 선수는 결선에 진출하고 3위 선수는 동메달을 획득하였다.
| 순위 | 선수             | 점수 |
| ---- | ---------------- | ---- |
| 1    | 요앵 (FRA)       | 16   |
| 2    | 아오무아트 (FRA) | 18   |
| 3    | 바이델리슈 (FRA) | 20   |
| 4    | 브랑셰르 (FRA)   | 22   |

### 결선
| 순위 | 선수             | 점수 |
| ---- | ---------------- | ---- |
| 1    | 아오무아트 (FRA) | 15   |
| 2    | 요앵 (FRA)       | 21   |

## 메달리스트
| 종목 | 금                  | 은            | 동                  |
| ---- | ------------------- | ------------- | ------------------- |
| 단구 | 아오무아트 · 프랑스 | 요앵 · 프랑스 | 바이델리슈 · 프랑스 |

## 참고 자료
- 국제 올림픽 위원회 - 1900년 하계 올림픽 크로케 경기 결과 (영어)
- De Wael, Herman. 《Herman's Full Olympians: "Croquet 1900"》. 2005년 11월 26일에 원본 문서에서 보존된 문서. 2006년 1월 10일에 확인함.
- Mallon, Bill (1998). 《The 1900 Olympic Games, Results for All Competitors in All Events, with Commentary》. Jefferson, North Carolina: McFarland & Company, Inc., Publishers. ISBN 0-7864-0378-0.
- Mallon, Bill (1995). 《The First Two Women Olympians》 (PDF). 2011년 5월 14일에 원본 문서 (PDF)에서 보존된 문서. 2010년 7월 14일에 확인함.